# Saskatchewan (rijeka)
Saskatchewan je rijeka u Kanadi, duga 550 km ili 1939 km ako se računa najudaljeniji izvor rijeka Bow u Alberti.
Saskatchewan zajedno s rijekom Nelson tvori plovni put dug 2575 km koji se proteže od Hudsonovog zaljeva do kanadskih Stjenjaka na zapadu.